# Конський потік (притока Трновця)
Конський потік (словац. Konský potok) — річка в Словаччині, права притока Трновця, протікає в окрузі Ліптовський Мікулаш.
Довжина приблизно 6.0 км. Витік знаходиться в масиві Західні Татри (геоморфологічна підодиниця Ліптовські Татри — схил Голого верху; на висоті близько 1290 метрів.  Впадає річка Брестовина. Протікає територією сіл Конска і Ліптовський Ондрей.
Впадає у Трновець на висоті приблизно 670-675 метрів.